# Carljohan Eriksson
Carljohan Eriksson (sinh ngày 25 tháng 4 năm 1995) là một cầu thủ bóng đá người Phần Lan thi đấu cho [[Mjällby AIF]] tại Superettan, giải hạng hai Thụy Điển.
Anh từng là tài năng trẻ của HJK của Helsinki. Ngoài HJK, anh từng thi đấu 2 trận cho PK-35 của Vantaa theo dạng cho mượn. Anh cũng đại diện Phần Lan ở nhiều cấp độ trẻ khác nhau. Anh có màn ra mắt giải bóng đá cao nhất Phần Lan, Veikkausliiga, vào tháng 8 năm 2014.
Sau thời gian ở HJK, anh chuyển đến kình địch địa phương HIFK năm 2015.